# Nikol'skij rajon (Oblast' di Penza)
Il Nikol'skij rajon (in russo Никольский район?) è un rajon dell'Oblast' di Penza, nella Russia europea; il capoluogo è Nikol'sk. Istituito il 16 luglio 1928, occupa una superficie di 2511 km².